# Cosmético

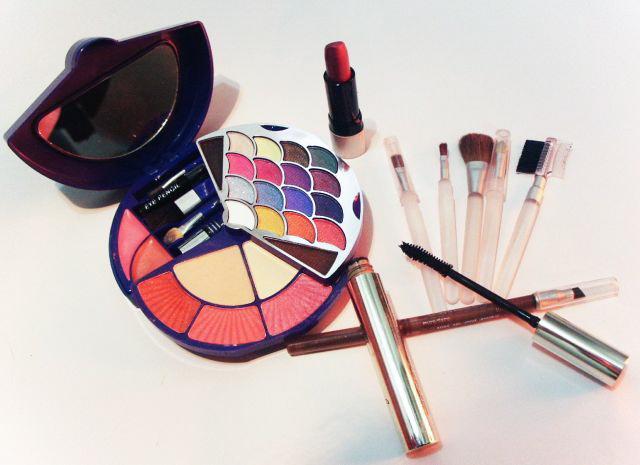
Diferentes cosméticos

Los cosméticos (también, productos de belleza) son preparaciones de uso externo constituidas por sustancias naturales o sintéticas o sus mezclas que se utilizan en la piel, las uñas, la cavidad bucal, los ojos, los genitales externos, los pies, el rostro, el cabello para la higiene personal, para perfumar, mejorar la apariencia, para protegerla y mantenerla en buen estado. Por lo general son mezclas de compuestos químicos. Estos productos no deben proclamar actividad terapéutica. Se los clasifica, según su uso, en higiénicos o de tocador, para producir bienestar (geles,burbujas), los decorativos o estéticos y los eudérmicos ( para la piel sana o normal).
En los Estados Unidos, la Administración de Alimentos y Medicamentos (FDA), que regula los cosméticos, define los cosméticos como «sustancia destinada a ser aplicada al cuerpo humano para limpiar, embellecer o alterar la apariencia sin afectar la estructura del cuerpo o funciones». Esta amplia definición también incluye cualquier material destinado para su uso como un componente de un producto cosmético. La FDA excluye específicamente el jabón de esta categoría.

### Edad Antigua

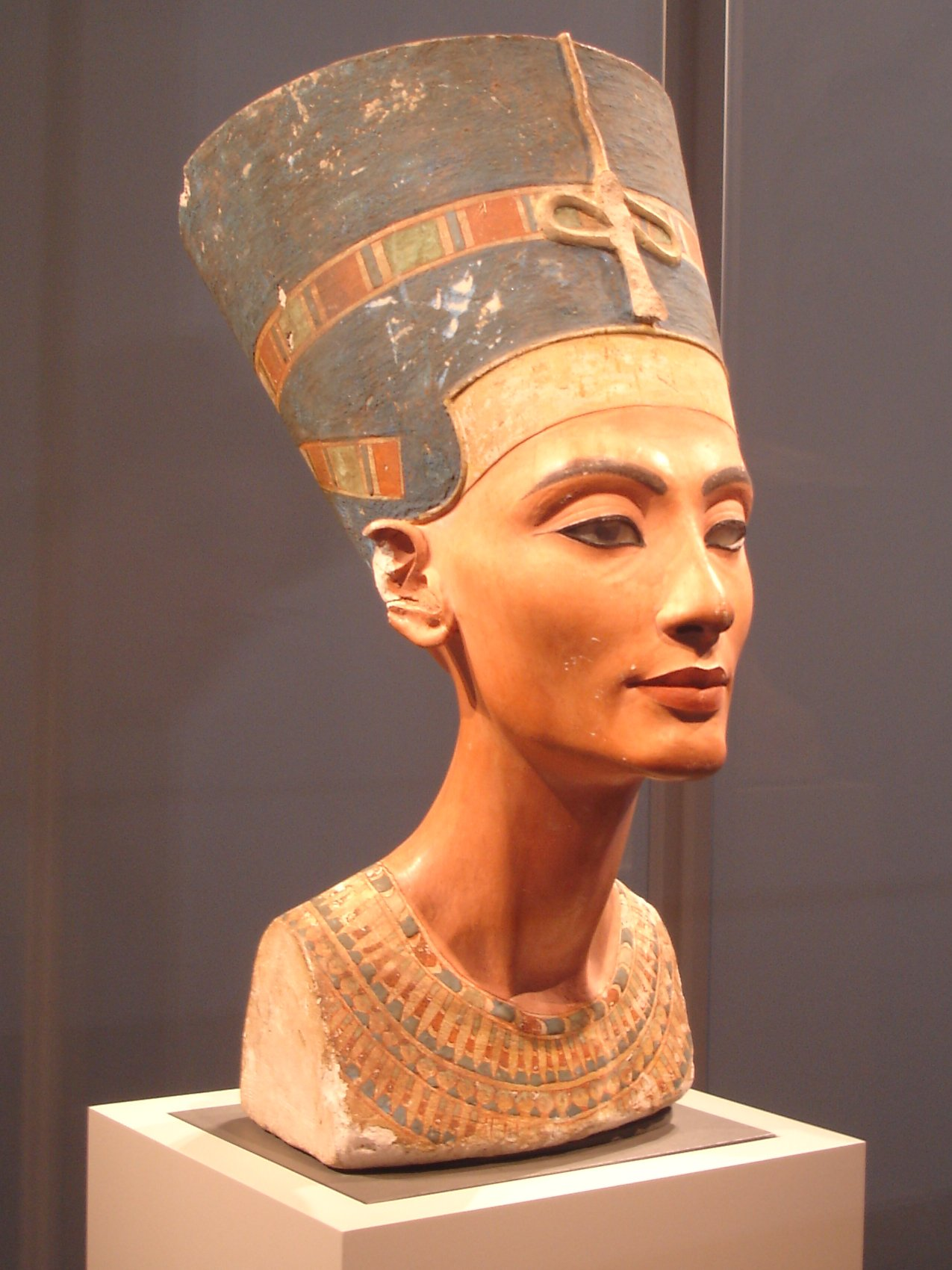
Imagen de Nefertiti maquillada

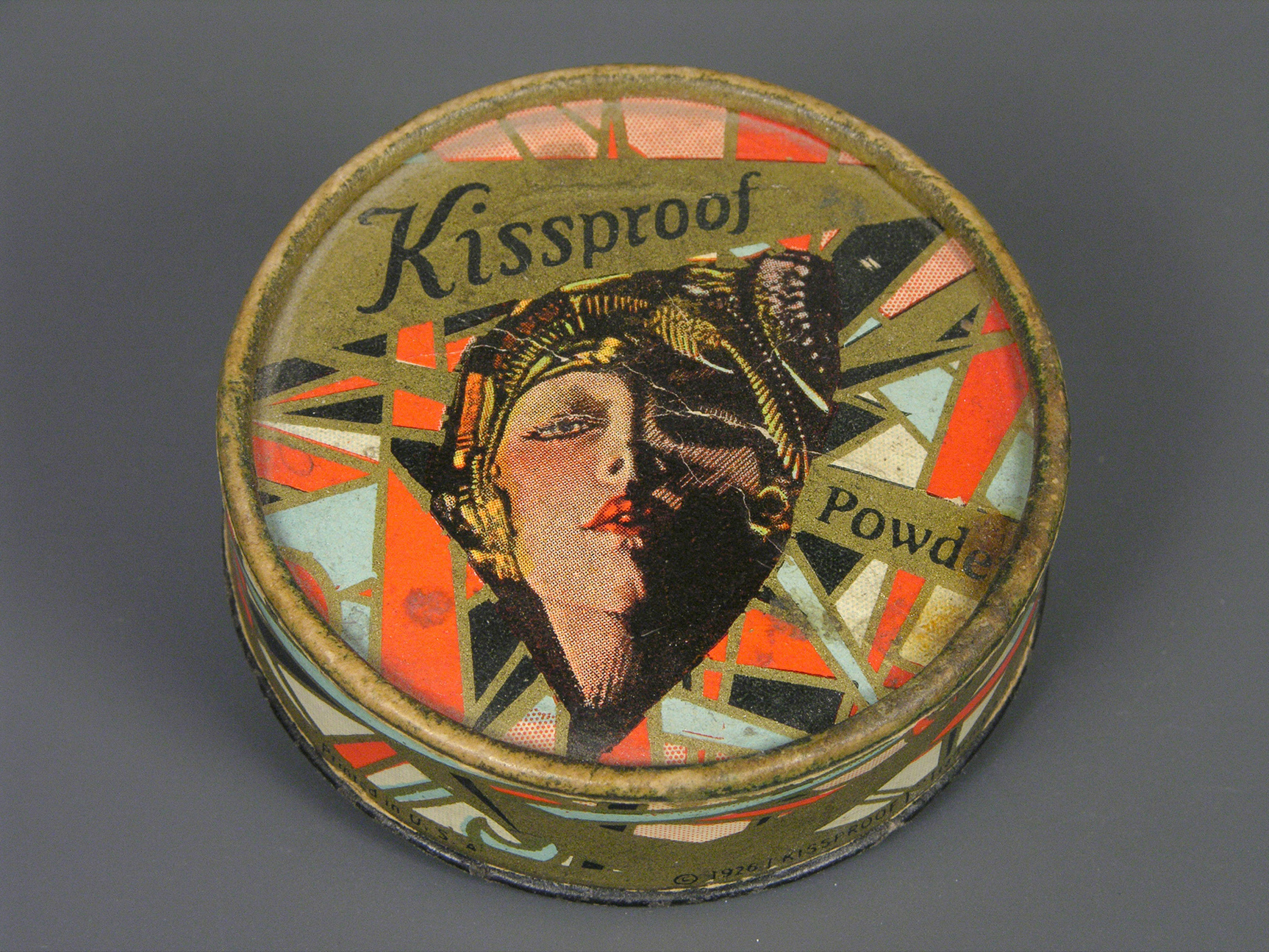
Polvo para la cara "Kissproof" de 1926 de la colección permanente del Museo del Objeto del Objeto

## Historia

### El término
El término cosmético se creó en el siglo XVII a partir de la palabra griega kosmetikós, que significa "relativo a la ornamentación". La primera prueba arqueológica del uso de cosméticos se encontró en el Antiguo Egipto, alrededor del año 4000 a. C. Se sabe que los antiguos griegos y romanos también usaban cosméticos.

### Orígenes animal y vegetal
A excepción de la cerusa y el antimonio, que se conocían como cosméticos desde tiempos muy antiguos, todos los productos cosméticos eran de origen animal y vegetal. El primer cosmético rojo fue un musgo llamado orchilla Lischen roscella, de Linneo, con el que se preparaba el tornasol. Este musgo se llamaba antiguamente fucus, nombre que con el tiempo se usó para todo tipo de cosmético. Se usaban también ciertas plantas tintóreas, particularmente la Anchusa tinctoria. Del reino animal, se utilizaba el aesypum (extracto procedente del sudor de los carneros, bien purificado) y el estiércol pulverizado de cocodrilo, que servía para curar ciertas enfermedades de la piel y para hacer desaparecer las manchas y las arrugas.

### La saliva
La saliva era uno de los principales ingredientes de los cosméticos. A fin de que la saliva fuese olorosa, la esclava encargada de prepararlos tomaba todas las mañanas unas pastillas preparadas para este efecto. Antes de comenzar a deslizar el aceite soplaba su aliento sobre un espejo de metal y le presentaba a su señora, para manifestarle que su saliva era pura y aromática.

### En Oriente, Turquía, Grecia y Roma
Unas cejas negras formando un semicírculo perfecto reuniéndose en lo alto de la nariz son consideradas en Oriente como una parte principal de la belleza de una mujer y asimismo era también una circunstancia de la belleza de las antiguas mujeres griegas y romanas. Las mujeres turcas en sus harenes ocupaban horas enteras en pintarse las cejas y las pestañas con un polvo negro que llaman surmé. Las romanas de distinción tenían esclavas únicamente encargadas de esta parte del tocador. El polvo de que se servían era de galena, de plomo o de bismuto llamado en griego stimmé y en latín stibium y le aplicaban con dos punzones o agujas encorvadas en la punta.

### Popea Sabina y lapoppeana
Popea, esposa de Nerón, inventó la llamada poppeana, un cosmético para conservar la pastosidad y la delicadeza de la piel. Era una pasta de miga de pan mojada en leche de burra, con la que se cubría toda la cara antes de acostarse. Durante la noche esta pasta se secaba y daba a la cara un aspecto de un barrado de yeso agrietado. Juvenal menciona esta pasta (lectorium) en su sátira 6.3. La mezcla de arroz y harina de habas se usaba para quitar las arrugas. Por la mañana, después de haber levantado con esponjas esta costra que cubría la cara, las mujeres se lavaban con leche de burra todavía caliente.

### La leche de burra
La leche de burra se usaba no solo para restablecer el pulmón sino también para dar frescura a la piel. En el libro XXVIII de su Historia natural, Plinio el Viejo menciona la leche de burra como excelente cosmético y cita la superstición de algunas mujeres que se lavaban la cara con ella todos los días. En el libro XI afirma que Popea llevaba en sus viajes de una recua de quinientas burras para poder bañarse en su leche, algo que también mencionan otros autores.

### Renacimiento
Durante el siglo XVI el auge de los cosméticos surgió en Italia con los monjes de Santa María Novella, ya que inventaron el primer laboratorio donde se elaboraron cosméticos y medicinas. Lo cual llevó a que las mujeres de Venecia utilizaran bastante maquillaje. Lo usual era que se maquillaran de color blanco el rostro y de igual forma el escote. Se puede apreciar la preferencia de la palidez, ya que el color oscuro en la piel era exclusivo de mujeres y hombres que pertenecían a una clase social inferior. Otro aporte de las mujeres venecianas a Europa fue la moda de teñirse el cabello de color rojo, las mujeres de la realeza lo hacían con fragancias de flores como el azafrán y le agregaban sulfuro; luego lo aplicaban en el cabello y lo exponían a la luz del Sol. Como fragancias solían usar extractos de rosa, lavanda, almizcle, ámbar, sándalo y jazmín, entre otros.

### Catalina de Médici
Catalina de Médici fue quien introdujo en Francia la moda de los cosméticos al asistir maquillada a su matrimonio con Enrique II. Ella dedicó gran parte de su tiempo a la fabricación de cosméticos y ungüentos. Enrique II también solía utilizar una mascarilla de clara de huevo y harina de habas.

### Catalina Galigai y Catalina de Sforza
Catalina Galigai, amiga de Catalina de Médici, inauguró el primer Instituto de Belleza, donde se comienzan a vender perfumes como el neroli y el ámbar. En 1573 Catalina de Sforza escribió una obra, titulada Experimentos, donde se reúnen recetas para crear cosméticos y perfumes, además de que contiene una sección sobre los defectos del cuerpo y su corrección.

### Productos
Algunos de los productos que utilizaban eran: la mezcla de miel con limón para suavizar las manos, hojas de salvia con carbón de madera como dentífrico, pétalos de geranio para lograr el rojo intenso en los labios, etc. Uno de los ingredientes base para diversos productos era el mercurio, algunos de los objetivos eran colorear los labios, quitar manchas o usarlo como pintura para el cabello al que le agregaban sulfuro de plomo, cal y agua.

### Cerusa
Con el fin de obtener una piel pálida utilizaban la cerusa veneciana o carbonato de plomo, que es una sustancia altamente tóxica. Según algunas investigaciones, había diferentes tipos y el de mejor calidad provenía de Venecia; a otro, de costo menor, le agregaban ingredientes como sulfuro y bórax. Se sabe que en algunos casos provocó el deceso de varias mujeres ya que el plomo era absorbido por la piel. Otra de las consecuencias de la cerusa veneciana repercutía en el cabello, ya que provocaba su pérdida y el deterioro del límite del cabello, lo cual explica el motivo de las frentes altas en la mayoría de las mujeres, además de que también era común la pérdida de cejas, por lo que las depilaban, las delineaban y pegaban pelo de ratón.

### Las pelucas
Para el cabello se solían utilizar diversos productos como el aceite de vitriolo o ácido sulfúrico, el cual es corrosivo y lo mezclaban con jugo de ruibarbo con el fin de obtener un tónico aclarador. Lo cual fue otra de las causas de la pérdida excesiva del cabello y fue uno de los motivos por el que se comenzaron a utilizar las pelucas. Otra de las costumbres referentes al cabello eran los peinados altos y ficticios donde a las pelucas les ponían harina de trigo blanqueada, pulverizada y perfumada; la aplicación de polvos de colores aparece en Francia en el siglo XVI. Para lavar el cabello utilizaban un champú en seco preparado con polvos de arcilla, con el fin de que ésta absorbiera la grasa y la suciedad.

### Los labios y los párpados
Otro de los productos empleados para los labios era la mezcla de cochinilla y cera de abejas; para colorear los párpados, usaban nácar molido. Era común en las mujeres de la nobleza tener el rostro limpio, por lo que se lavaban la cara con vino tinto y leche de burra. También solían preparar infusiones de agua de hinojo y eufrasia.

### Para la piel fresca
Para tener una piel fresca y suave batían las claras de huevo las cuales funcionaban como ungüento. Otra costumbre era la de ponerse lunares en algunas ocasiones eran pintados y otras elaborados con terciopelo. Las pecas no eran bien vistas y para ello había un remedio hecho a base de hojas de saúco son savia de abedul y azufre, todo ello en forma de infusión era aplicado en la piel por las noches luego en la mañana era eliminado con mantequilla.
Así pues, en el Renacimiento, tener una buena apariencia también era reflejo del estatus social.

### Edad Moderna
Siglo XVI

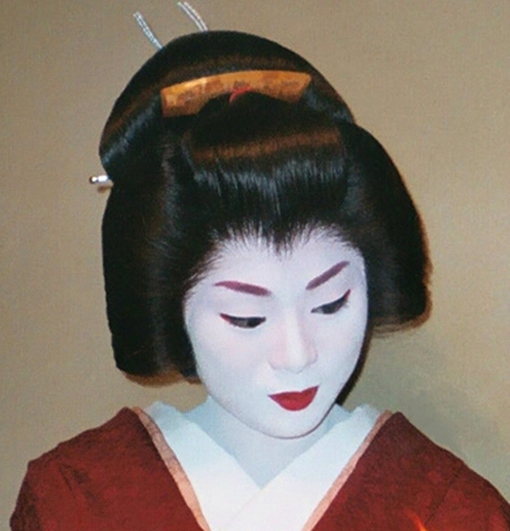
Geisha maquillada de forma tradicional

Del siglo XVI data un anónimo escrito en castellano, titulado Manual de mujeres en el cual se contienen muchas y diversas recetas muy buenas, que contiene numerosas recomendaciones sobre la fabricación de cosméticos.
Siglo XVII
En el siglo XVII durante el reinado de Carlos I en Londres un joven llamado Yardley inaugura la primera empresa que fabricaba productos de tocador. El principal ingrediente que Yardley utilizaba en los jabones era la lavanda. La elaboración de los cosméticos se fue refinando por lo que ya había cremas hidratantes de especias, vainilla y miel que eran utilizadas por las damas de la nobleza. Aun así el uso de la cerusa y el plomo no se dejaba de lado por lo que la pérdida de cabello continuaba. Otro de los avances era que al poder tener cada quién su jabón en casa, los hombres ya no acudían con los barberos y ellos mismos se afeitaban.
Decreto (Parlamento inglés)gravamen a los cosméticos
En el año de 1786 se aprobó un decreto que establecía los impuestos de los cosméticos así como la realización de un inventario con el fin de tener una lista precisa de los productos existentes, esto sucedió en el Parlamento inglés. Dentro de la lista de cosméticos registrados se encontraban: bolas de jabón, polvos, esencias, ungüentos como el de tintura de almendra de melocotón. Dentro de los maquillajes había carmín blanco, carmín vegetal, carmín de servilleta la cual era aplicada con una tela entre otros.
Muerte de Luis XIVla higiene
Cuando Luis XIV muere, la higiene se vuelve algo fundamental y se elaboran perfumes peculiares, como de: Leche de la princesa, Aroma de sultana, Agua celestial, Leches de Ninón.
Productos franceses
Los productos franceses tuvieron gran éxito gracias a su originalidad ya que sus envases eran de plata, oro, porcelana y laca. A pesar de tener un precio elevado se vendían con gran facilidad. La gama de colores se vuelve algo importante para las mujeres de la corte, ya que se utilizaban ciertas tonalidades de rojo para usar durante el día y otras distintas que podían ser usadas por la noche. Según la clase social a la que pertenecían las mujeres era el tono que utilizaban. Las damas de la corte usaban el rojo oscuro, las cortesanas rojo apasionado y las burguesas solían usar tonalidades más bajas.
PerfumeríaMadame de Pompadour y la Revolución francesa
Respecto a la perfumería se volvió tan importante que algunas célebres mujeres tenían su esencia específica, como María Antonieta que usaba la mejorana, Madame de Pompadour usó el rosa y el violeta. Durante la Revolución francesa en 1789 las pelucas empolvadas, el uso de carmín y los polvos faciales era lo que más utilizaban los hombres de la corte. A pesar de que el champú ya era de uso comercial los cortesanos preferían llevar su cabello pequeño y sucio y encima de él ponerse una peluca aromática.
Josefina de Beauharnais
Después se puso de moda la apariencia pálida y gracias a la emperatriz Josefina de Beauharnais, esposa de Napoleón también se utilizaron los coloretes con base de hierbas. Se aplicaban mascarillas fabricadas con harina, miel, huevos y carne cruda. Para lograr el tono pálido que les agradaba se solía beber vinagre y limón. Para las mujeres lo usual era no permanecer mucho tiempo bajo el sol con el objetivo de resguardar su rostro.
La reina Victoria
En el siglo XIX, la reina Victoria declaró el maquillaje públicamente descortés. Se veía como algo vulgar que solo usaban los actores y las prostitutas. En la época de la Segunda Guerra Mundial, los cosméticos tenían una aplicación común en el Oriente (aunque estaban vetados en la Alemania nazi).
Japónlas geishas
En Japón, las geishas usaban lápices labiales hechos a partir de pétalos aplastados de cártamo para pintarse las cejas y las comisuras de los ojos al igual que los labios. También usaron como base de maquillaje barras de cera bintsuke, una versión más suave de la cera depilatoria de los luchadores de sumo. Pasta blanca y polvos coloreaban el rostro y la espalda; el ojo se delineaba con rouge, que también definía la nariz. Los dientes se coloreaban con pintura negra para la ceremonia cuando las maiko (aprendices de geishas) se graduaban y se volvían independientes.
Pueblos americanos
Muchos pueblos de América (Wayúu, de Venezuela y Colombia; Emberá, de Colombia y Panamá) usan tinturas vegetales para adornar la cara y otras partes del cuerpo. Con frecuencia el maquillaje no cumple una función meramente estética sino de protección, contra el polvo, la radiación solar, el viento, etc., que puede evolucionar hacia un uso estético.

## Definición legal
El Reglamento Europeo 1223/2009 define a los productos cosméticos como: toda sustancia o mezcla destinada a ser puesta en contacto con las partes superficiales del cuerpo humano (epidermis, sistema piloso y capilar, uñas, labios y órganos genitales externos) o con los dientes y las mucosas bucales, con el fin exclusivo o principal de limpiarlos, perfumarlos, modificar su aspecto, protegerlos, mantenerlos en buen estado o corregir los olores corporales. El término cosmético por lo tanto incluye maquillaje, desodorantes, champús, geles de ducha, etcétera.
En el mismo también se estableció lo que no forma parte de los cosméticos, es decir, los que tienen como objetivo la cura de alguna enfermedad o algún producto que se pueda ingerir, inhalar, inyectar dentro del cuerpo humano. Entonces los cosméticos solo deben aplicarse vía tópica con los fines antes mencionados.

## Propósito
Generalmente, el objetivo del maquillaje es lograr que el usuario se vea más atractivo y guapo. Para la mayoría de las personas, esto implica simular una apariencia más juvenil y saludable. La base es utilizada para mostrar la apariencia (idealizada) de la piel suave e inmaculada de la juventud. Sombras, delineadores y máscaras se usan para hacer ver el ojo más largo, y la mirada más profunda, y por lo tanto más juvenil. El lápiz de labios hace que estos se vean mayores, que se vean más gruesos, oculta imperfecciones y puede hacer que parezcan los de una persona de menos edad.

### Teoría sociológica
Una teoría sociológica sobre el maquillaje clama que el papel de los cosméticos modernos no es tan solo lograr una apariencia más joven y saludable, sino además, en cierta medida, conseguir un despertar sexual. Ojos grandes, mejillas sonrojadas y labios rojos, pueden ser todos indicadores de un despertar, aunque probablemente muchas mujeres llamarían a este estilo "verse sexy".

### Apariencia física
Además de mejorar la belleza, el maquillaje puede lograr el cambio de la apariencia física a través de formas especializadas de cosméticos (maquillaje de escena), utilizados por los actores en obras de teatro y producciones cinematográficas. Se pueden conseguir una gran variedad de efectos. Asimismo, el maquillaje se puede utilizar para verse más viejo, algo necesario en algunas obras de teatro o cine.

## Tipos de cosméticos
Los cosméticos se componen de: principio activo, excipiente o vehículo, aditivos y correctores. Como categoría general, los cosméticos incluyen también los productos para el cuidado de la piel: cremas, lociones de hidratación y productos de tratamiento para reparar u ocultar imperfecciones (acné, arrugas, ojeras, etc.). La aceleración de los cosméticos se puede basar en el tipo de producto o en el área de aplicación; pueden ser líquidos o emulsiones, polvos (compactos o sueltos) y cremas o barras anhidras. Además de los cosméticos tradicionales, que desaparecen lavándolos o por desgaste o transformación natural después de un tiempo (esmaltes de uñas, tintura del cabello), otra forma de adornar el cuerpo es mediante tatuajes permanentes, una técnica antigua. La cirugía y la química también se pueden utilizar con objetivos estéticos. Existen numerosas técnicas tales como la microdermoabrasión y las exfoliaciones (o descamaciones o peelings) químicas o físicas, que eliminan las capas más superficiales de la epidermis para favorecer la oxigenación cutánea, lo que da paso a capas más nuevas que gozan de un aspecto más juvenil, exuberante y suave. En esta área también se utilizan pigmentos permanentes (tatuaje).
Algunas de las funciones que tienen los cosméticos son: de higiene ayudando a mantener en buen estado la piel donde el principio activo es el detergente y algunos ejemplos de este tipo serían los champús, tónicos, etc. Otra función es la de protección, buscando resguardar la piel de distintos agentes que puedan dañarla, ya sean ambientales o químicos; el principio activo es el ácido paraminobenzoico y algunos de los productos encargados de ello son: protectores labiales, solares, etc. La tercera función es la de corregir o aminorar las imperfecciones de la piel. Dichas imperfecciones no deben ser patológicas, en este caso el principio activo dependerá del caso a tratar. Algunos ejemplos son los productos antiacné, antiseborreicos, etc. La función decorativa de los cosméticos es embellecer el cuerpo tratando de ocultar diminutas imperfecciones, el principio activo es el pigmento. Y algunos ejemplos son maquillajes, lápices labiales, etc. Además de estas funciones también se encuentra la de perfumar donde se añade un aroma al cuerpo; en ésta, hay que tener especial cuidado, ya que no debe provocar ningún tipo de irritación al cuerpo. El principio activo son las distintas esencias: lavanda, rosa, madera, etc. Y algunos ejemplos son los perfumes, desodorantes, etc.

## Cosmética decorativa
La cosmética decorativa es aquella que se basa en la mejora del aspecto estético de la piel gracias al cambio de color producido por colorantes y pigmentos. Es decir los distintos tipos de maquillaje, que incluyen los pintalabios (también denominados lápices de labios), polvos para colorear (antiguamente también denominado rubor), para marcar las mejillas y resaltar los pómulos; la máscara para destacar los párpados (unos ojos grandes son símbolo de belleza), y el esmalte de uñas (o pintauñas), para pintar las uñas tanto de los pies como de las manos.

## Ingredientes
Los cosméticos que utilizaban los romanos y los habitantes del Antiguo Egipto contenían mercurio. Actualmente, las barras de labios, por ejemplo, contienen sustancias brillantes obtenidas de las escamas de peces en su mayoría grandes, denominadas esencia de perla o esencia de Oriente. Esta subpartida consiste en una suspensión en un medio, formado muy frecuentemente por nitrocelulosa y acetato de amilo, de láminas nacaradas de guanina, extraídas de las escamas de ciertos pescados. Se clasifican también en la presente subpartida los productos sintéticos que contenga principalmente hidrocarbonato de plomo, arseniato de plomo o mica revestida de titanio, que presenten el mismo aspecto que la esencia de perla. La esencia de perla sintética se conoce también como dicloruro de dimercurio nacarado. Se utiliza poco debido a su alto costo y su extrema fragilidad.
Para obtener un brillo perlado en pintalabios, en sombras de ojos y en coloretes se utiliza también la mica, un mineral natural. La mica, de naturaleza translúcida, está revestida de una fina capa de óxido de titanio(IV), que hace que el color de la piedra aparezca en diversas tonalidades, y crea diferentes efectos; al variar el espesor del dióxido de titanio, cambia de tono.
El rojo de las barras de labios se consigue a partir del óxido ferroso (la herrumbre) o de pigmentos orgánicos. Habitualmente el pigmento se pulveriza, y muy finamente dividido, se mezcla con aceite de ricino. A esta mezcla se une a su vez a una base cérea para crear el producto final.
El color rojo de algunas sombras de ojos se obtiene de tinción de carmín, hecha a partir del polvo de los cuerpos secos de las hembras de unos insectos denominados cochinillas. Esto es increíblemente caro y se utiliza en contadas ocasiones. La tinción pura de carmín es, en muchas ocasiones, más cara que el oro.
Los ingredientes cosméticos se han de declarar en el etiquetado conforme a una nomenclatura armonizada denominada INCI (International Nomenclature of Cosmetic Ingredients).
Algunos de los ingredientes tóxicos más utilizados son los siguientes:

### Ftalatos
Hasta la fecha existen muchas dudas sobre los riesgos de los ftalatos para la salud. Se utilizan como plastificadores en los juguetes, productos de cuidado personal, empaques de alimentos y equipo médico. Sin embargo, son nocivos para la salud, ya que provocan daños en los sistemas reproductor y endocrino, aumenta el riesgo de padecer asma, cáncer, está ligado a un elevado riesgo de anomalías genitales en bebés varones. Hay seis tipos de ftalatos (dietilhexiloftalato, dibutilftalato, bitilbenzilftalato, diisononilftalato, diisodeciloftalato y dinoctilftalato), tres de los cuales ya se prohibieron en la fabricación de juguetes y, sin embargo, se siguen utilizando para la fabricación de cosméticos.

### Fenol y fenil

#### Fenol
El fenol es muy utilizado en la industria química, farmacéutica y clínica como antiséptico, desinfectante y potente fungicida. Se produce mediante la oxidación parcial del benceno, lo cual lo convierte en tóxico y afecta el sistema nervioso central, el corazón, el hígado, el riñón y la piel.

#### Fenil
El fenil se utiliza en los cosméticos bajo el nombre de sulfato de fenilenediamina. Penetra por la piel y puede causar alteraciones en el hígado. Estos alcoholes se utilizan en varios productos, pero especialmente en los enjuagues bucales. Es necesario saber que cuando se enjuaga la boca el alcohol actúa como solvente y provoca que los tejidos se vuelvan vulnerables y en casos extremos llega a provocar cáncer de garganta o de la boca.[cita requerida]

#### Aceites minerales
Los aceites minerales son aceites derivados del petróleo que se utilizan en la industria cosmética para hacer que las cremas sean agradables para la piel. También son uno de los principales ingredientes en productos para el cabello, lociones para después de afeitar, enjuagues bucales, desodorantes y aceites para bebés. Estos aceites son muy rentables en la industria, ya que son fáciles de obtener y son baratos; sin embargo, en vez de traer beneficios para la piel solo la envuelven, simulan una capa de plástico y provocan que no haya respiración celular, sacan a la epidermis la humedad de la piel simulando una piel sana; por el contrario, la vuelven adicta al producto e impiden eliminar las células muertas de la piel y causan acné, irritaciones y envejecimiento prematuro.[cita requerida]

#### Triclosán
El triclosán es una sustancia que está presente en muchos artículos cosméticos como maquillajes, pastas dentales, champús, enjuagues bucales y antibacteriales. En un estudio publicado por la revista Environmental Health Perspectives, Isaac Pessah, director del Children's Center for Environmental Health de la Universidad de California Davis, observó los efectos que esta sustancia provoca en el cerebro y descubrió que produce trastornos mentales. "El triclosán afecta la capacidad de contracción de las fibras de los músculos esqueléticos así como de los músculos cardíacos, con lo que reduce su fuerza. Debido a esto, una exposición excesiva a este químico podría elevar el riesgo de debilidad e incluso una falla cardíaca", explica el doctor Pessah. “A pesar de que el triclosán no está regulado como medicamento, este compuesto actúa como un potente depresor cardíaco”, afirma Nipavan Chiamvimonvat, profesor de medicina cardiovascular en la Universidad de California. Según la Food and Drug Administration (FDA), no se han reportado pruebas de que el triclosán ofrezca beneficios al cuerpo.

## Ingredientes de origen vegetal
Se utilizan muchas plantas para la fabricación de cosméticos. Algunos ejemplos, ordenados alfabéticamente por su denominación común (con su nombre científico) son los siguientes:
- abedul (Betula, Betulaceae)
- abelmoscoso (Abelmoschus, Malvaceae)
- abeto balsámico (Abies balsamea balsamea, Pinaceae)
- abeto canadiense (Abies balsamea, Pinaceae)
- abeto Douglas (Pseudotsuga menziesii, Pinaceae)
- abeto plateado (Abies alba, Pinaceae)
- abeto rojo (Picea excelsa, Pinaceae)
- abeto siberiano (Abies sibirica, Pinaceae)
- abrótano hembra (Santolina chamaecyparissus, Asteraceae)
- abrótano macho (Artemisia abrotanum, Compositae)
- absenta (Artemisia absinthium, Compositae)
- acacia (Vachellia farnesiana, Leguminosae)
- acacia amarilla (Caesalpinia spinosa, Caesalpinaceae)
- acacia falsa (Robinia pseudoacacia, Leguminosae)
- acebo (Ilex aquifolium, Aquifoliaceae)
- acedera (Rumex acetosella, Polygonaceae)
- aceite de alantroot (Inula helenium, Compositae)
- aceite de Behen (Moringa pterygosperma, Moringaceae)
- aceite de prado (Limnanthes alba, Limnanthaceae)
- acerola (Malpighia punicifolia, Malpighiaceae)
- acetosa (Rumex acetosella, Polygonaceae)
- achicoria (Cichorium intybus, Compositae)
- achicoria amarga (Taraxacum officinale, Compositae)
- achicote (Bixa orellana, Bixaceae)
- aciano (Centaurea cyanus, Compositae)
- ácoro verdadero (Acorus calamus, Araceae)
- adelfa (Nerium oleander, Apocynaceae)
- adianto (Adiantum capillus-veneris, Polypodiaceae)
- adormidera (Papaver somniferum, Papaveraceae)
- agallas de roble (Quercus infectoria gall, Fagaceae)
- agar (alga) (Gelidium cartilagineum, Gelidiaceae)
- agárico (Polyporus umbellatus, Polyporaceae)
- agave (Agave rigida, Amaryllidaceae)

## Cosmética solar
Los productos cosméticos dirigidos a proteger la piel de la exposición al Sol han pasado en los últimos años a representar un gran porcentaje de las ventas. En cosmética solar se utilizan términos específicos, como los siguientes:
- water resistant: capacidad de un producto fotoprotector para permanecer sobre la piel tras una inmersión en agua de 40 minutos o dos inmersiones de 20 minutos;
- water proof: capacidad de un producto fotoprotector para permanecer sobre la piel tras una inmersión en agua de 80 minutos o cuatro inmersiones de 20 minutos.

Estos productos cosméticos cuentan con filtros solares en su composición, pudiendo ser estos Filtros químicos (actúan absorbiendo la radiación solar ultravioleta), filtros físicos (actúan por reflexión de la luz) o biológicos (antioxidantes que evitan a la formación de radicales libres y potencian el sistema inmunológico cutáneo).

## Industria
En el 2005, la industria cosmética la dominan un pequeño número de multinacionales originadas al comienzo del siglo XX. De las firmas dominantes, la más antigua y mayor es L'Oréal, fundada por Eugène Schueller en 1909 con el nombre French Harmless Hair Colouring Company (Empresa francesa de tinción inocua para el cabello), que pertenece hoy en día en un 27.5 % a la familia Bettencourt y en un 26.4 % a Nestlé. Los verdaderos impulsores del mercado cosmético fueron Elizabeth Arden, Helena Rubinstein y Max Factor. Estas firmas establecieron el mercado que creció con Revlon justo antes de la Segunda Guerra Mundial y más tarde con Estée Lauder.

## Efectos negativos sobre la salud

### Contaminantes
Los cosméticos pueden ser fuente de múltiples alteraciones y graves enfermedades. Se ha alertado sobre los contaminantes orgánicos persistentes (COP), muy pocos conocidos y presentes en cosméticos y otros productos de uso cotidiano. Dichas sustancias pueden incidir en el organismo humano desde el momento de la gestación.
Muchas sustancias químicas se fabrican y comercializan sin tener información sobre los posibles efectos en la salud humana. En los últimos años se han incrementado las malformaciones y partos prematuros, así como enfermedades como cáncer, asma, trastornos del desarrollo y del sistema reproductor, trastornos inmunitarios, etc. El riesgo de padecer estos problemas de salud se incrementa debido a la exposición a sustancias químicas presentes en los cosméticos, perfumes, esmalte de uñas, champús, jabones, etc.
La mayor parte de estas sustancias analizadas son persistentes, permanecen en el medio ambiente en tales cantidades que se detectan continuamente. Son bioacumulables, lo que significa que se acumulan en el cuerpo de los organismos, en los tejidos adiposos o en otros órganos, como el hígado o los riñones. Este tipo de sustancias se encuentran sistemáticamente en los humanos (la leche materna y la sangre del cordón umbilical), lo que demuestra su descontrolada, amplia e indeseable dispersión. Incluso los humanos nonatos están expuestos a estas sustancias peligrosas.[cita requerida]
Las sustancias peligrosas, incluso las perfectamente integradas en los productos que las contienen, pueden liberarse a lo largo del tiempo como consecuencia del uso. También pueden liberarse al medio ambiente durante su producción y cuando se convierten en residuos, al final de su vida útil. Una sola exposición a cualquiera de ellas probablemente no es perjudicial, pero si dicha exposición es diaria durante toda una vida, los efectos se acumulan.[cita requerida]
Las sustancias peligrosas presentes en la amplia gama de cosméticos son:
- El triclosan: muy utilizado en jabones, dentífricos y desodorantes. Se ha detectado en la leche materna e interfiere en la actividad de la testosterona en las células.
- La brea: un carcinógeno humano reconocido usado como ingrediente activo en los champús para la caspa y en las cremas para el prurito.
- La dietanolamina (DEA): posiblemente un alterador hormonal, ya que suprime una sustancia del organismo (la colina) necesaria para el desarrollo cerebral fetal.
- El dioxano 1-4: un carcinógeno animal y posible carcinógeno humano que puede aparecer como contaminante en productos que contengan lauril éter sulfato sódico e ingredientes etoxilados.
- El formaldehído: presenta una larga lista de efectos adversos, como irritación de las vías respiratorias, cáncer, toxicidad del sistema inmunitario.
- Fragancia: detrás de este término se pueden ocultar ftalatos, alteradores endocrinos que pueden producir obesidad y que son tóxicos para el desarrollo y la reproducción.
- El plomo (neurotóxico) y el mercurio (puede afectar el desarrollo).
- Las nanopartículas: pueden penetrar a través de la piel y afectar a las células cerebrales; las más problemáticas de estas nanopartículas son los óxidos de zinc y el dióxido de titanio, utilizados en los protectores solares, para su transparencia.
- Los parabenos (metil-, etil-, propil-, butil-, isobutil-): presentan leves efectos estrogénicos.
- Destilados del petróleo
- La p-fenildiamina: puede afectar al sistema nervioso y producir irritación pulmonar y reacciones alérgicas severas.
- La hidroquinona: es una sustancia neurotóxica y alergénica; puede aparecer como una impureza que no firme en la lista de ingredientes.
- Los almizcles sintéticos: usados como fragancias, se relacionan con efectos tóxicos en los sistemas reproductor y endocrino humanos.
- compuestos organoestánicos

Antes de poner a la venta un cosmético en el mercado, es necesario evaluar su seguridad. En Europa, dichos ensayos se realizan sobre cultivos celulares o voluntarios humanos, dado que desde el 2003 está prohibida la comercialización de productos cosméticos que hayan sido estudiados en animales.

### Gluten
El gluten es muy demandado en todo el mundo, principalmente por la industria alimentaria pero también de otros tipos, debido a su bajo costo económico y sus propiedades viscoelásticas y adhesivas únicas. Puede emplearse en la fabricación de todo tipo de productos cosméticos y de cuidado personal, tanto destinados a las personas (productos para el cuidado de la piel y el cabello, barras de labios, bálsamos y brillos labiales, pasta de dientes, enjuagues bucales, etc.), como a las mascotas.
Estos productos pueden ser la causa de contaminaciones inadvertidas por gluten y afectar a la salud de las personas que padecen cualquiera de los trastornos relacionados con el gluten, tales como la enfermedad celíaca o la sensibilidad al gluten no celíaca, pues pueden llegar a la boca directamente, o indirectamente por los restos que quedan en las manos al manipularlos.

## Registros sanitarios
Para poder ser comercializados en cualquier país, los cosméticos deben contar con un registro sanitario que se tramita ante el Ministerio de Salud o el organismo correspondiente. Hay además normas generales dictadas por la Organización Mundial de la Salud. En Europa, los cosméticos están regulados por el Reglamento 1223/2009, que entró en vigor en el 2013.